# Didyr
Didyr è un dipartimento del Burkina Faso classificato come comune, situato nella provincia  di Sanguié, facente parte della Regione del Centro-Ovest.
Il dipartimento si compone del capoluogo e di altri 15 villaggi: Barla, Bouldié, Douloulcy, Goko, Goumi, Imouga, Kya, Ladiana, Ladiou, Mogueya, Mousseo, Mouzoumou, Pouni-Nord, Yamadio e Youloupo.
Didyr è sede di un piccolo aeroporto civile (Codice ICAO: DFCD).